# Rhipidia morionella
Rhipidia morionella är en tvåvingeart som beskrevs av Edwards 1928. Rhipidia morionella ingår i släktet Rhipidia och familjen småharkrankar. Inga underarter finns listade i Catalogue of Life.